# Britta Herrmann (Politikerin)
Britta Herrmann (* 15. September 1962 in Hamburg) ist eine deutsche Politikerin (Bündnis 90/Die Grünen). 

## Beruflicher Werdegang
Britta Herrmann ist seit über 25 Jahren in Leitungsfunktion von Kindertagesstätten tätig. Sie verfügt über Zusatzqualifikationen als Kinderschutzfachkraft und hat einen Masterabschluss in „Dialogischer Qualitätsentwicklung in den Frühen Hilfen und im Kinderschutz“ erworben. Von 2017 bis 2019 arbeitete sie als wissenschaftliche Referentin im Arbeitsstab der Enquetekommission „Kinderschutz und Kinderrechte stärken“ für die Grüne Bürgerschaftsfraktion.

## Politische Karriere
Britta Herrmann trat 2012 der Partei Bündnis 90/Die Grünen bei. Von 2014 bis 2020 war sie Abgeordnete der Bezirksversammlung Harburg und dort ab 2015 als Fraktionsvorsitzende für die Grüne Fraktion tätig. In dieser Zeit war sie auch Vorsitzende des bezirklichen Jugendhilfeausschusses Harburg.
Von 2020 bis 2025 war Britta Herrmann Mitglied der Hamburgischen Bürgerschaft und Fachsprecherin für Kinder-, Jugend- und Familienpolitik der Grünen Bürgerschaftsfraktion. Sie war direkt gewählte Abgeordnete für den Wahlkreis Harburg, nachdem sie das Direktmandat bei der Bürgerschaftswahl 2020 gewonnen hatte.
In der Bürgerschaft war sie Mitglied im Familien-, Kinder- und Jugendausschuss (als Obfrau), im Innenausschuss (als Vollmitglied) und im Gesundheitsausschuss (als Ständige Vertretung). Im Landesjugendhilfeausschuss war sie stellvertretendes Mitglied.
Bei der Bürgerschaftswahl 2025 kandidierte sie nicht erneut.

## Persönliches
Britta Herrmann hat drei erwachsene Kinder.